# Schönheitsbachtal und Mauerbachtal
Das Naturschutzgebiet Schönheitsbachtal und Mauerbachtal liegt auf dem Gebiet der Stadt Ratingen im Kreis Mettmann in Nordrhein-Westfalen. Das Gebiet erstreckt sich südöstlich des Kerngebietes von Ratingen, nahe und südlich der Autobahnanschlussstelle Ratingen-Schwarzbach der A 44.

## Beschreibung
Das 10 ha große Naturschutzgebiet mit der Kennung ME-054 steht seit 2006 unter Naturschutz.

„Das in 2 Teilflächen gegliederte Gebiet umfasst die Bachtäler des Schönheitsbaches und des Mauerbaches. Bei dem Schönheitsbachtal handelt es sich um ein besonders strukturreiches Seitental des Schwarzbachtales zwischen Kleinbuschhaus und Schönheitshof mit Quellbereichen und dem Bachoberlauf des Schönheitsbaches. Das Mauerbachtal ist ein zwischen landwirtschaftlichen Flächen gelegenes Seitental des Schwarzbachtales, das fast vollständig bewaldet ist; nur im Süden herrscht (teilweise brachgefallenes) Grünland vor. (...)
Aus floristischer Sicht ist insbesondere der hohe Anteil an typischen Arten der Bachauen, Feuchtwiesen und Auenwälder hervorzuheben. So wurden in dem Gebiet das nach der Roten Liste NRW gefährdete Sumpf-Weidenröschen sowie die regional gefährdeten Arten Rispensegge, Zweizeilige Segge, Hängende Segge und die auf der Vorwarnliste aufgeführten Arten Geflügeltes Johanniskraut und Sumpf-Dotterblume nachgewiesen. Eine regionale Besonderheit stellen die gut ausgebildeten Bestände des seltenen Riesenschachtelhalmes dar.
Zoologisch weist das Gebiet eine hohe Bedeutung für Amphibien und Reptilien auf, die im Gebiet mit insgesamt 6 Arten vertreten sind, u.a. mit der nach der Roten Liste NRW stark gefährdeten Ringelnatter.
Im Talkomplex des Schwarzbachtales mit seinen Nebentälern wurden insgesamt 64 Vogelarten, davon 21 Arten der Roten Liste NRW und 26 Arten der Roten Liste für das Bergische Land nachgewiesen. 34 dieser Arten brüten im Gebiet, bei weiteren 9 Arten besteht Brutverdacht. Zudem
weist das Gebiet eine hohe Bedeutung für Insekten auf. So kommen hier u.a. 9 Heuschreckenarten vor.
Bei dem im Gebiet vorkommenden Winkelseggen-Erlen-Eschenwald, dem Schilfröhricht und der Kohldistelwiese
handelt es sich um gefährdete oder stark gefährdete Pflanzengesellschaften der Roten Liste NRW. Auenwälder und
Röhrichte zählen gleichzeitig zu den im § 30 BNatSchG
(Schutz bestimmter Biotope) aufgeführten Biotoptypen.
Weitere im Gebiet vorhandene Biotoptypen nach § 30
BNatSchG sind die naturnahen Fließgewässerabschnitte
und Quellbereiche, die Seggenrieder und das Grauweidengebüsch.(...)
Der Schönheitsbach mündet kurz unterhalb des Naturschutzgebietes in den Schwarzbach. Der Talkomplex des Schwarzbachtales mit seinen Nebenbächen ist neben Angerbachtal und Vogelsangbachtal die bedeutendste Biotopverbundachse der Bachtäler in der Raumeinheit B (Ratingen - Heiligenhaus). Er
durchzieht den Kreis von Osten nach Westen.“

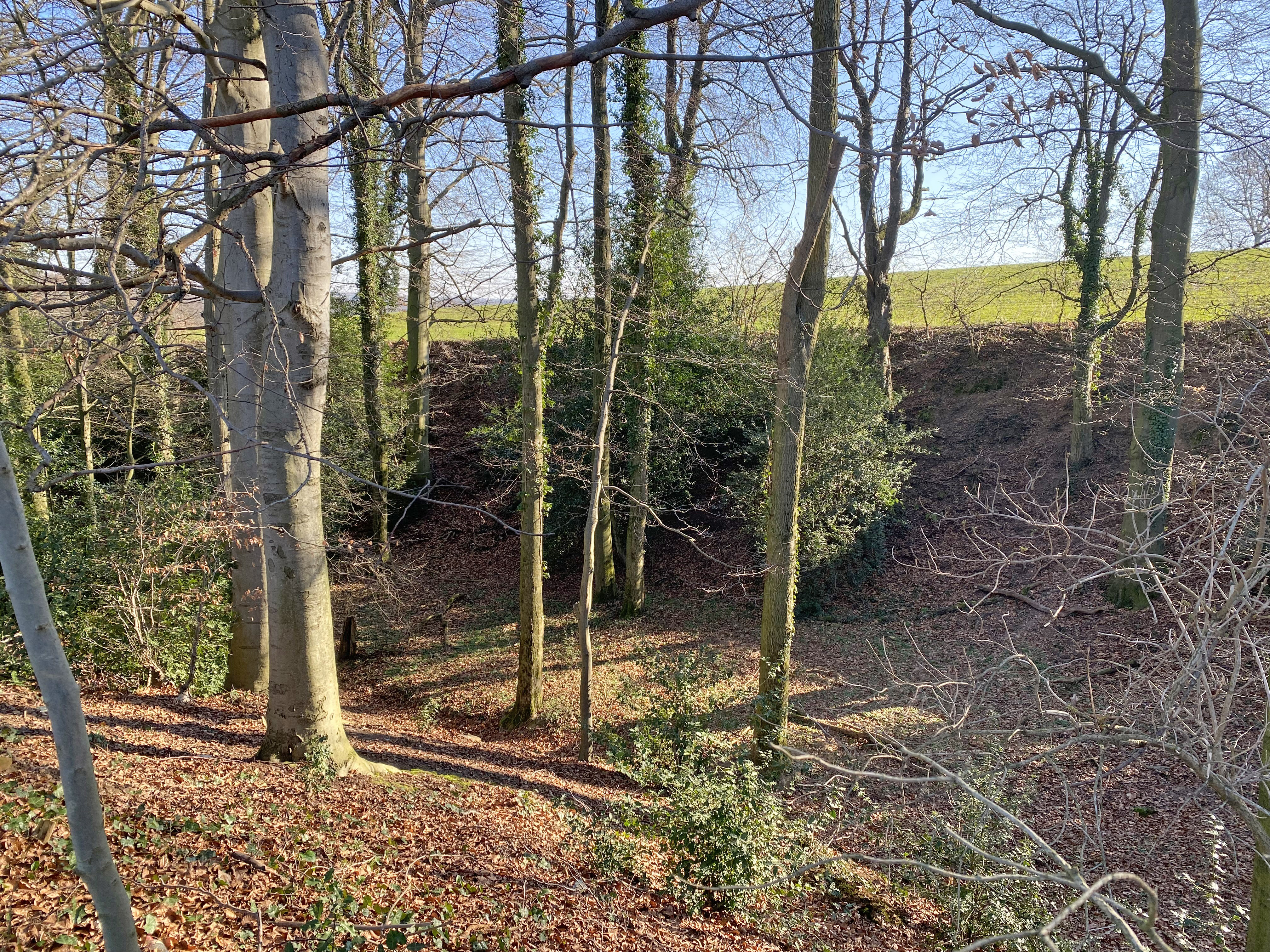
Muldental Mauerbachtal
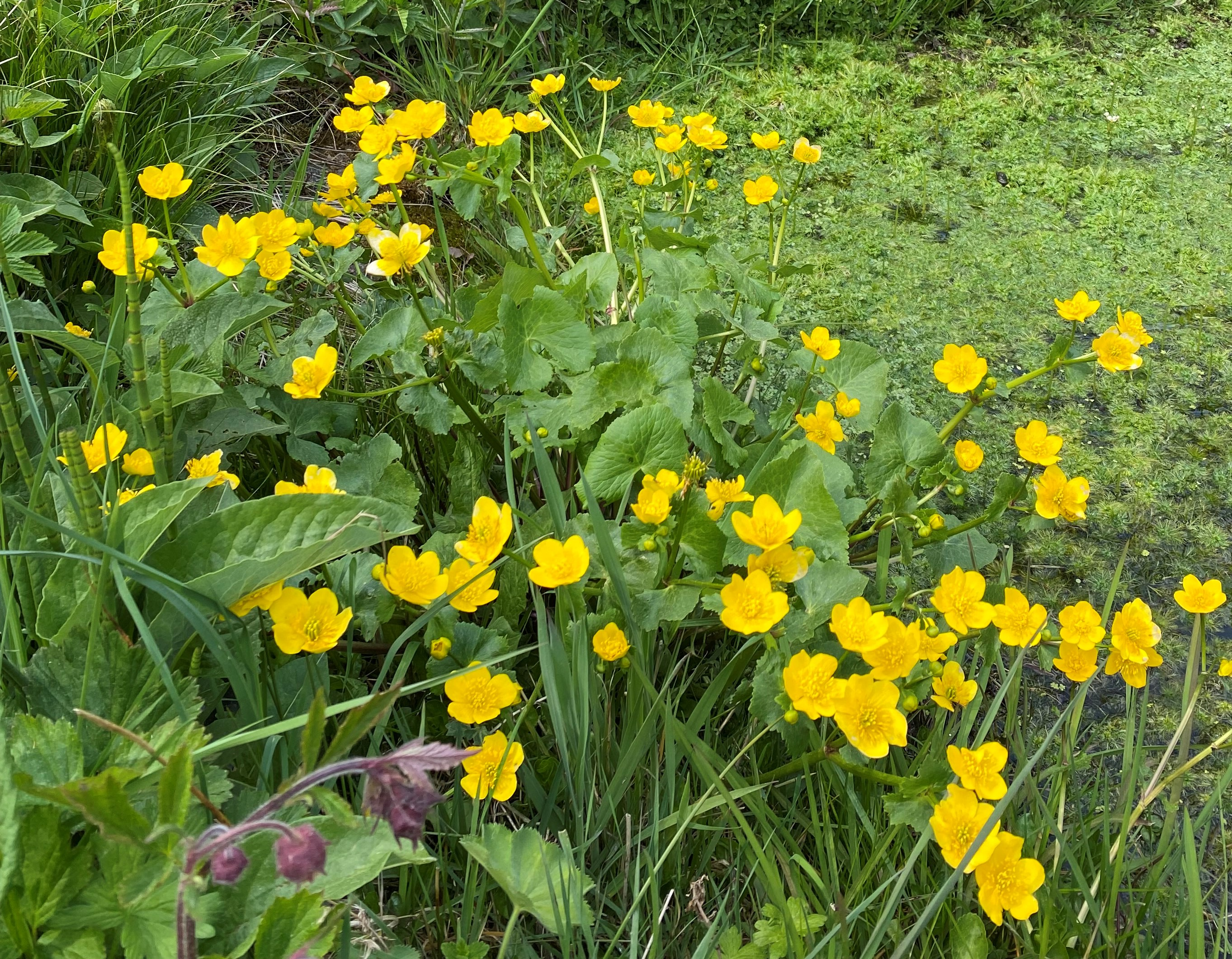
Sumpf-Dotterblume (1) (Caltha palustris)
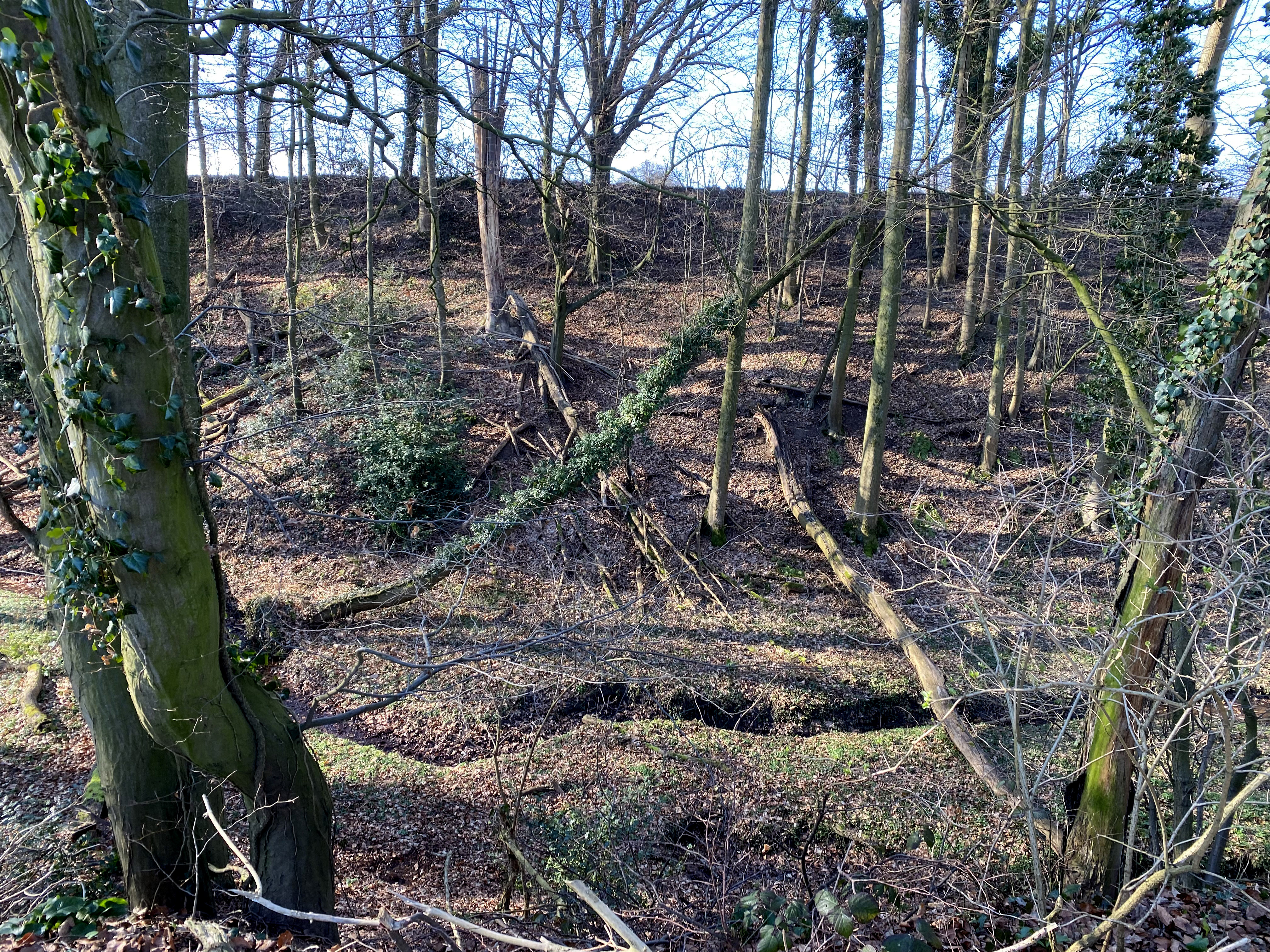
Totholz im Mauerbachtal
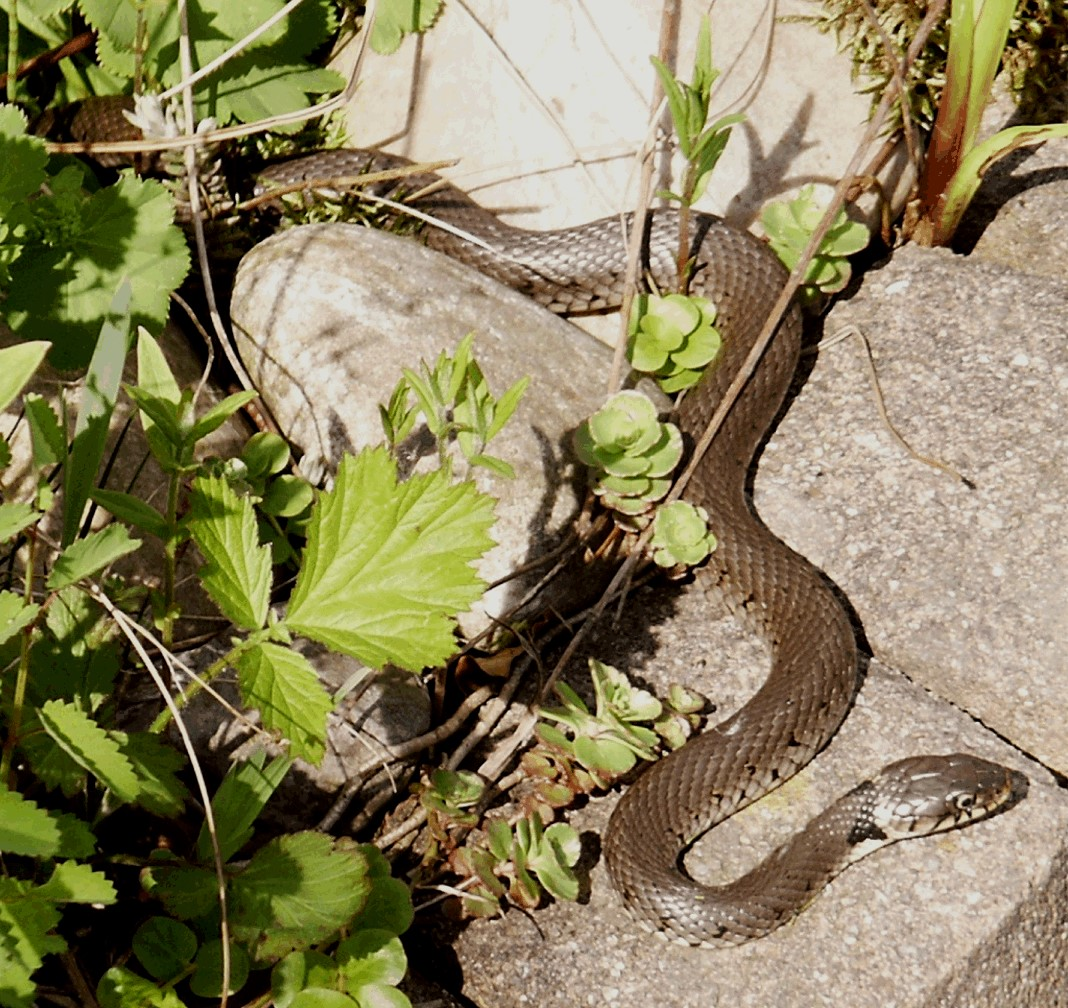
Ringelnatter (Natrix natrix)
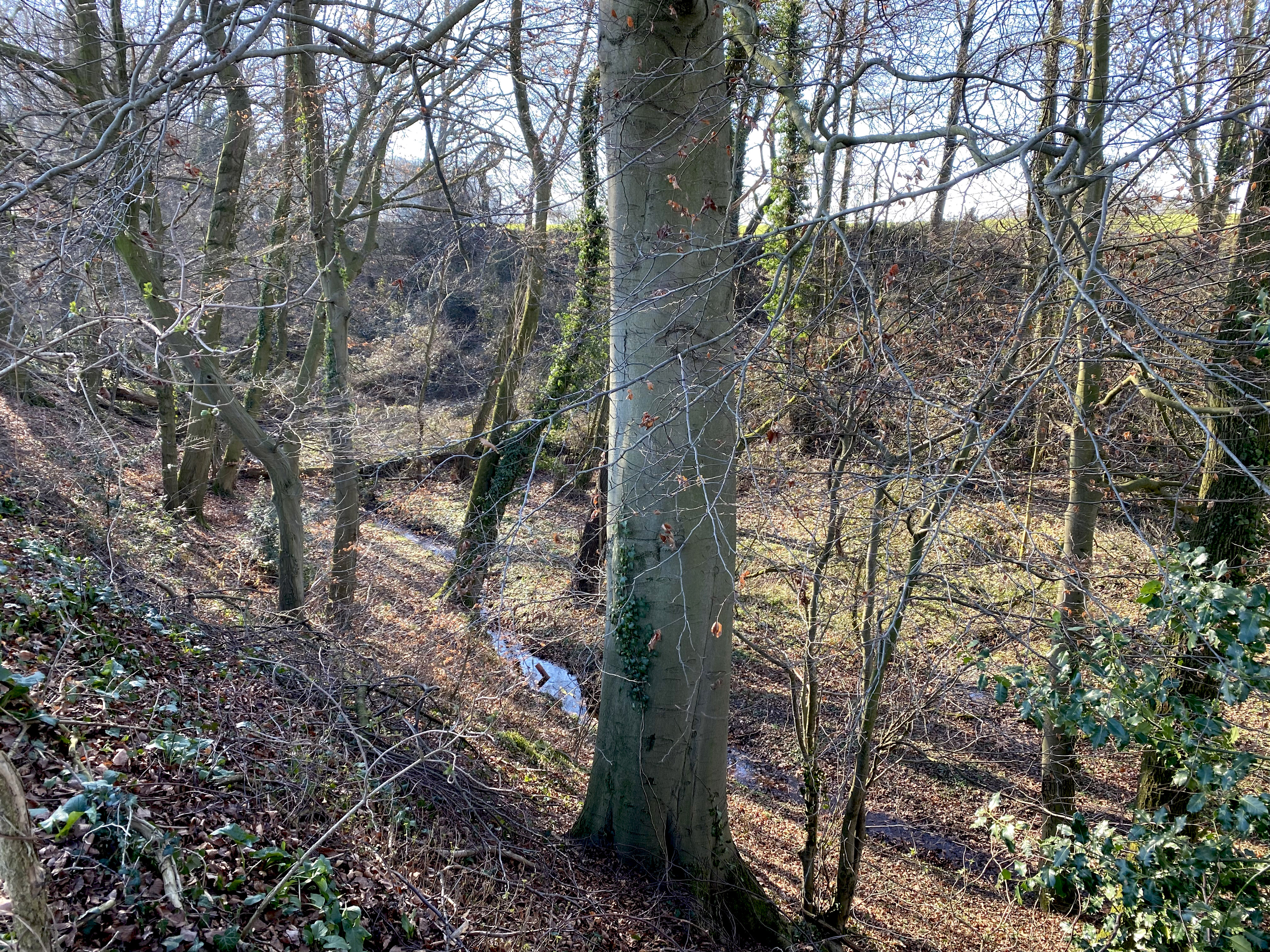
Muldental Mauerbachtal
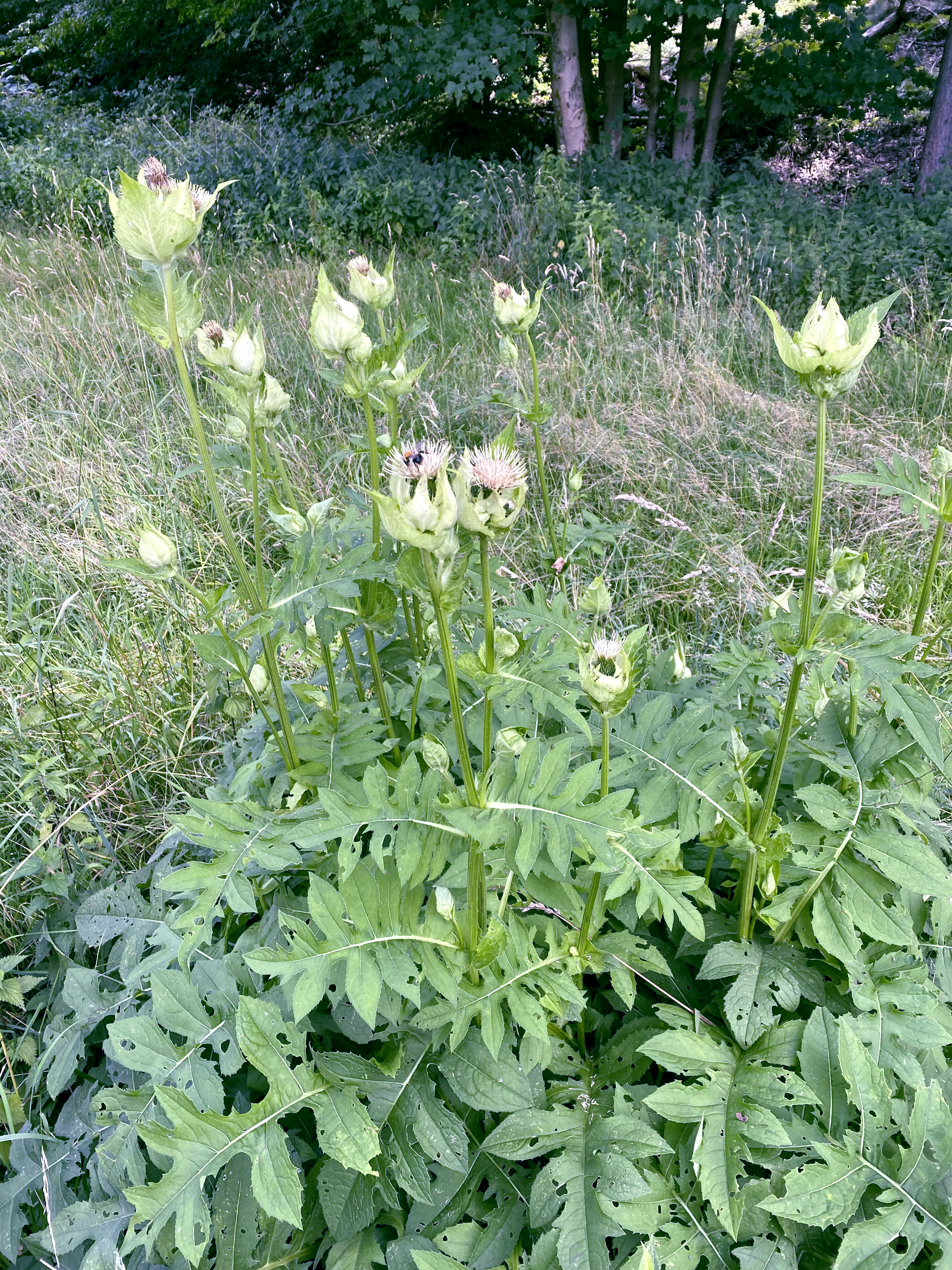
Kohldistel (Cirsium oleraceum)
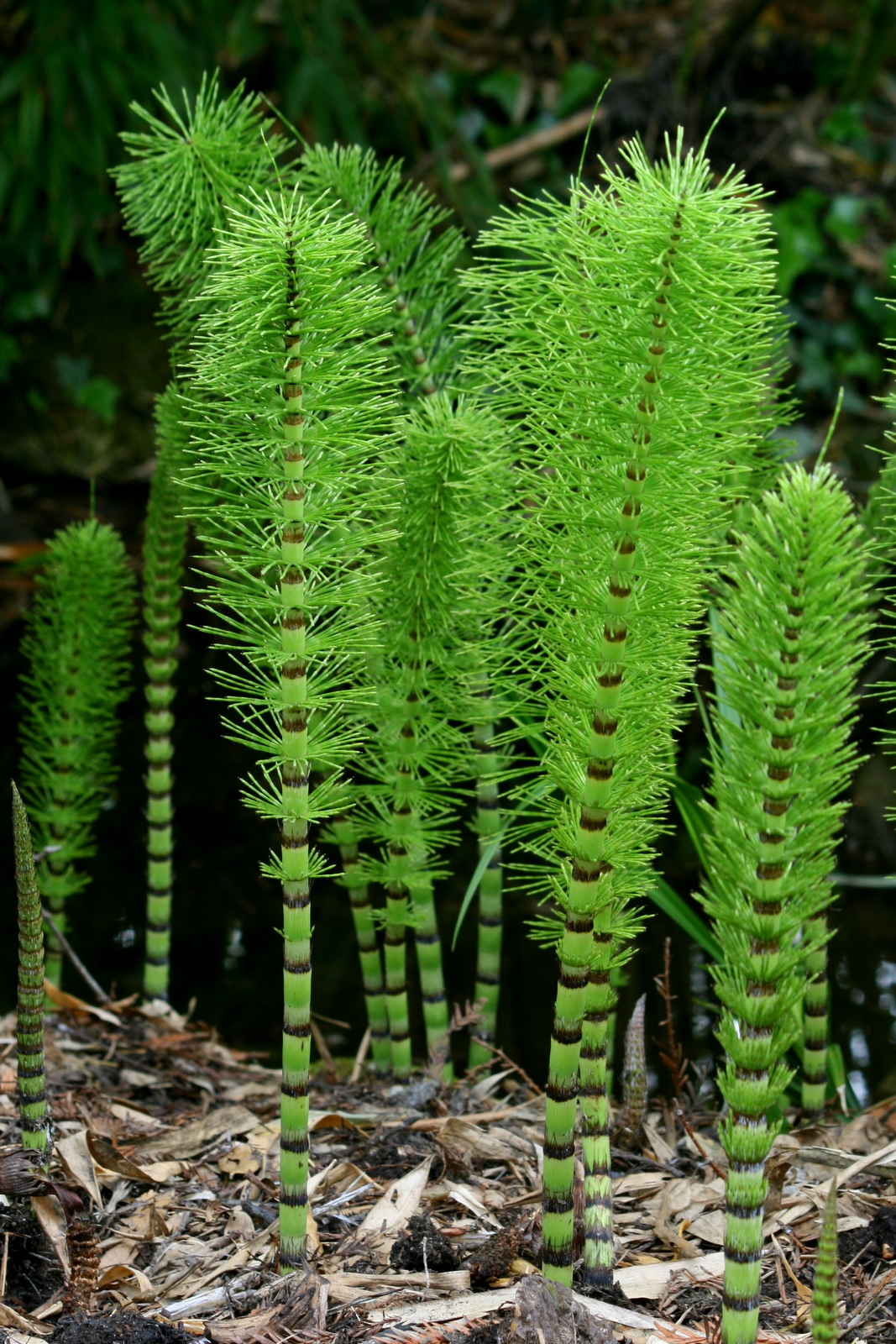
Riesen-Schachtelhalm (Equisetum telmateia)
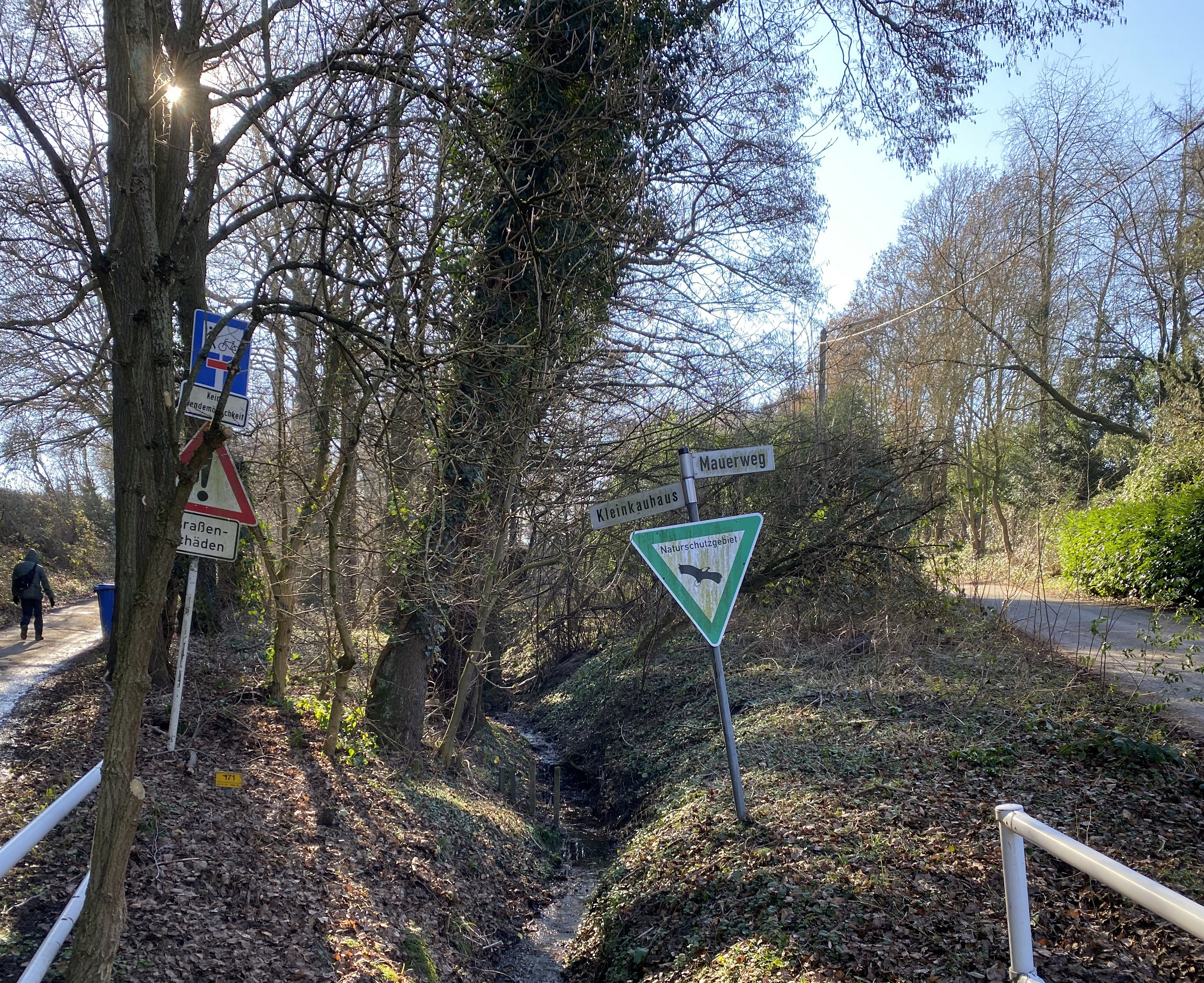
Unteres Mauerbachtal